# Bob Hope
Bob Hope (eredeti neve: Leslie Townes Hope) (Eltham, London, Egyesült Királyság, 1903. május 29. – Toluca Lake, Kalifornia, USA, 2003. július 27.) Primetime Emmy-díjas angol születésű amerikai színész, író, humorista.

## Élete
1908-tól Clevelandben élt, ahol rikkancsként illetve szódásként dolgozott. 1922-től amatőr táncos, énekes, tánctanár, bokszoló. 1928–tól Lester T. Hope néven vaudeville-színészként dolgozott. 1929-től Bob Hope néven szerepel. Egy évvel később a Los Angeles-i Hillstreet illetve a New York-i Capitol Theatre színésze lett. Az 1930-as években a Broadwayon is szerepelt. 1934-1935 között a Universal, a Vitaphone rövidfilmjeiben, illetve a tv kísérleti adásaiban játszott. 1935-1948 között rádiósztár volt. 1938-tól játékfilmekben játszott. A II. világháború idején frontszínházakban lépett fel. 1951-ben Angliában turnézott. Az 1950-es évektől tv-műsorokban szerepelt. Az 1960-as évek közepén Vietnamban az amerikai katonákat szórakoztatta. A Hope Enterprises Inc., a Hope Records Inc., a Tolda Productions, a Naho Enterprises Inc. tulajdonosa volt.
2003. július 27-én hunyt el 100 évesen.

## Magánélete
1934-ben Dolores Reade lett a felesége, akivel haláláig együtt élt.

## Filmjei
- Főiskolai szving (1938)
- Nagy rádióadás 38 (1938)
- Köszönöm neked az emléket! (1938)
- A macska és a kanári (1939)
- Szingapúri táncosnő (1940)
- Fantomok háza (1940)
- Út Zanzibárba (1941)
- Lousianai szerzemény (1941)
- Csak a tiszta igazságot! (1942)
- Kedvenc szőkém (1942)
- Csillagok parádéja (1942)
- Út Marokkóba (1942)
- A hercegnő és a kalóz (1944)
- Út Utópiába (1945)
- Beaucaire úr (1946)
- Kedves kis barnám (1947)
- Varieté görl (1947)
- Út Rióba (1948)
- Sápadtarc (1948)
- Savanyú Jones (1949)
- A nagy szerető (1949)
- Kedvenc kémem! (1951)
- Tilos terület (1951)
- Itt jönnek a lányok (1951)
- Sápadtarc fia (1952)
- Déltengeri hercegnő (1953)
- Casanova nagy éjszakája (1954)
- Hét kis Foy (1955)
- Whisky, vodka, vasmacska (1956)
- Az a bizonyos érzés (1956)
- Beau James (1957)
- Paris holliday (1958)
- Fedőneve: Jesse James (1959)
- The Facts of Life[* 1] (1960)
- Agglegény a paradicsomban (1961)
- Út Hongkongba (1962)
- Hív engem Bwana (1963)
- A nevetés hangja (1963)
- Államügyek (1964)
- Irány Svédország (1965)
- Az Oscar-díj (1966)
- Bocs, téves kapcsolás! (1966)
- Bob Hope vietnami karácsonyi show-ja (1966)
- Nyolcan szökésben (1967)
- O'Farrell őrmester magánhajóhada (1968)
- Út a romlásból (1972)
- A Muppet mozi (1979)
- Kémek, mint mi (1985)
- Kellemes, halálos hétvége (1986)

## Művei
- They've Got Me Covered (1941)
- I Never Left Home (1944)
- So This Is Peace (1946)
- Have Tux, Will Travel (1954)
- I Owe Russia 1200 Dollars (1963)
- Five Women I Love (1966)
- The Last Christmas Show (1974)
- Road to Hollywood (1977)
- Confessions of a Hooker (1985)
- Don't Shoot, It's Only Me (1990)

## Díjai
- Speciális Oscar-díj (1940, 1944, 1952, 1959, 1965)
- Emmy-díj (1966)
- Nemzeti Művészeti Érem (1995)